# وارن رودمن
وارن رودمن (به انگلیسی: Warren Rudman) سناتور سابق عضو حزب جمهوری‌خواه ایالات متحده آمریکا بود. وی در سال ۱۹۸۱ تا ۱۹۹۳ میلادی سناتور ایالت نیوهمپشایر در سنای ایالات متحده آمریکا بود.